# Zanthoxylum iwahigense
Zanthoxylum iwahigense är en vinruteväxtart som beskrevs av Adolph Daniel Edward Elmer. Zanthoxylum iwahigense ingår i släktet Zanthoxylum och familjen vinruteväxter. Inga underarter finns listade i Catalogue of Life.